# Волковка (Краснодарский край)
Во́лковка — село в Лазаревском районе города Сочи, Краснодарский край, Россия, входит в состав Волковского сельского округа (администрация находится в микрорайоне Дагомыс г. Сочи). Расположено на левом берегу реки Западный Дагомыс, в 4 км от берега Чёрного моря, в 1 км от посёлка Дагомыс.

## История
Основано в середине 1880-х как деревня Кузьминка, переименованная вскоре в Волковку. Первопоселенцем в селе была русская писательница, первая сочинская учительница Мария Арсеньевна Быкова (урождённая Богданова), автор рассказов «Саранча» и «Хомяк», купившая весной 1885 года участок и построившая дом. Она умерла 3 февраля 1907 года и похоронена здесь же. Она в сотрудничестве с Валентиной Семёновной Серовой (матерью художника В. А. Серова), её дочерью Надеждой и Тиной Белоярцевой, приехавшими в 1898 году, организовала школу, своеобразную колонию, для крестьянских детей, воспитанники которой одновременно учились и зарабатывали пропитание физическим крестьянским трудом.
6 октября 2011 года в селе Волковка состоялось торжественное открытие памятной доски в честь первой просветительницы Сочи Марии Арсеньевны Быковой.
Волковка с 26 декабря 1962 года по 16 января 1965 года числилась в составе Туапсинского сельского района. 28 ноября 2011 село газифицировано.

## Население
| 1926 | 2002  | 2010  | 2021  |
| ---- | ----- | ----- | ----- |
| 241  | ↗2572 | ↘2351 | ↗3117 |

## Экономика
- Чайная фабрика АО «Дагомысчай» — комплекс по переработке, фасовки чайного листа, выпуск готовой продукции под маркой «Краснодарский чай».
- Предприятие «Волковская застава» — производство различных изделий из дерева, в том числе декоративных.
- Фирма «Ирарт» — поставка пиломатериалов, конструкций и изделий из древесины на территории Большого Сочи.
- Сочинское представительство фирмы «Осьминог» — поставка оборудования и комплектующих для тепло-водоснабжения, электроснабжения.
- ГУП Краснодарского края «Дагомысское ДРСУ» — дорожное ремонтно-строительное управление, строительство мостов, надземных автомобильных дорог, тоннелей и подземных дорог.

## Спорт
Стадион Футбольно-тренировочного комплекса «Дагомыс»
- Стадион расположен в центральной части с. Волковка, справа от дороги Дагомыс—Солохаул, между трассой и рекой Западный Дагомыс.

Конно-спортивный комплекс «Светлана»
- Комплекс расположен перед началом жилой зоны с. Волковка, справа от дороги Дагомыс—Солохаул.

Пейнтбольный клуб «Дагомыс»
- Клуб расположен в центральной части с. Волковка, справа от дороги Дагомыс—Солохаул, между трассой и рекой Западный Дагомыс, рядом со стадионом.

## Улицы
- Переулок Школьный.
- Улица Алычовый сад.
- Улица Городская.
- Улица Волковка
- Улица Изумрудная.
- Улица Космическая.
- Улица Нижняя Космическая.
- Улица Надежная.
- Улица Передовиков.
- Улица Серебряная.

## Достопримечательности
- Дольмен расположен в с. Волковка, на левом берегу реки Западный Дагомыс в начале поселка.[источник не указан 3327 дней] Относится к плиточному типу. Фасадная плита обломана по отверстие. Дольмен стоит не на общей пяточной плите, а на специально подставленный небольших обработанных камнях-кирпичах.

## Известные уроженцы и жильцы
- Жилинский, Дмитрий Дмитриевич (1927—2015) — советский и российский художник-живописец и график, педагог, профессор, академик, Лауреат Государственной премии РСФСР им. И. Е. Репина и Государственной премии РФ.